# Französische Verfassung (1791)

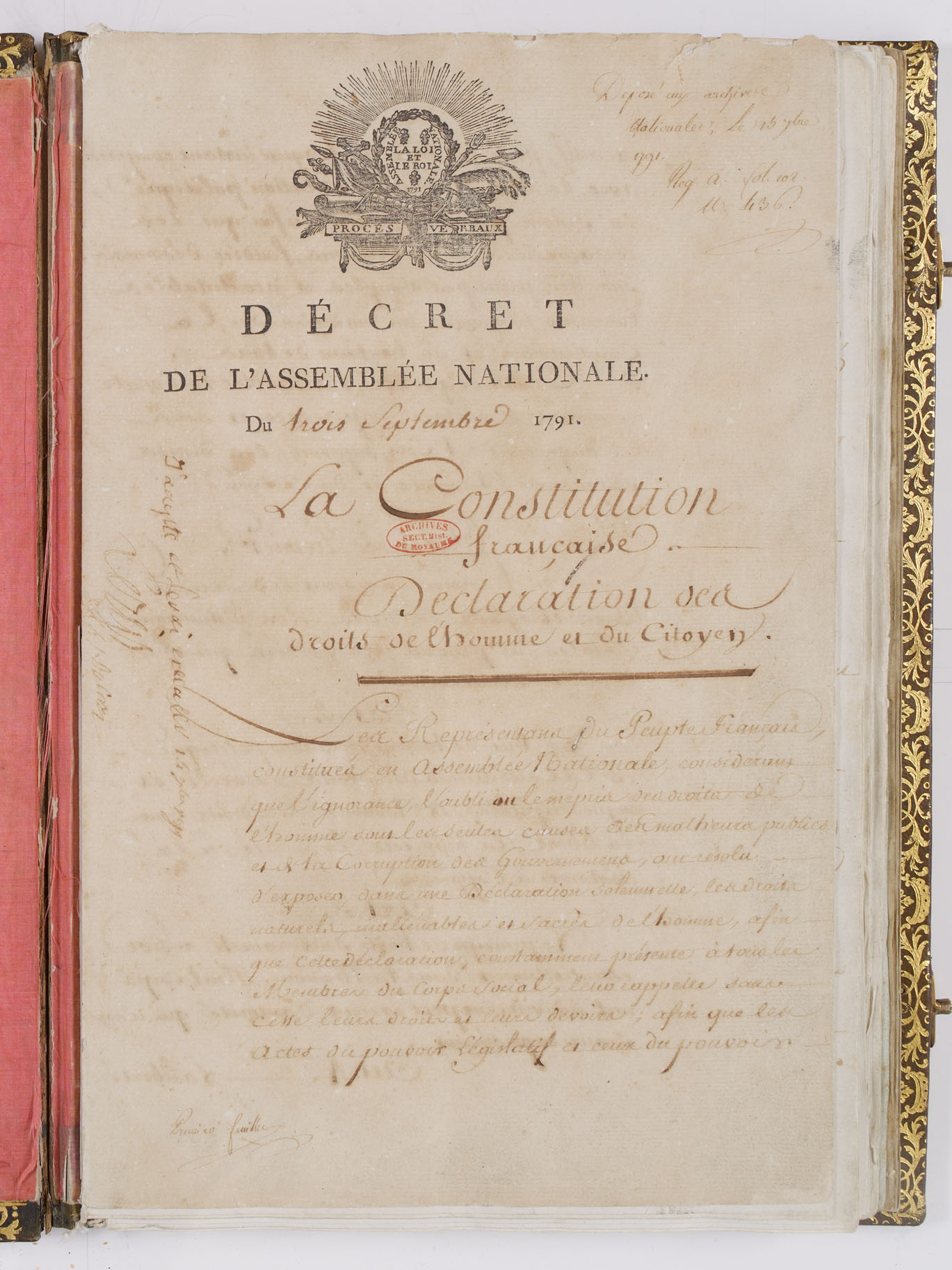
Die französische Verfassung von 1791

Die französische Verfassung von 1791, von der Verfassunggebenden Nationalversammlung am 3. September 1791 verabschiedet, entstand im Zuge der Französischen Revolution. Mit ihr wurde das revolutionäre Frankreich von einer absoluten in eine konstitutionelle Monarchie umgewandelt, die allerdings nur rund ein Jahr Bestand hatte (siehe Zeittafel zur Französischen Revolution). Die im August 1789 verabschiedete Erklärung der Menschen- und Bürgerrechte wurde ihr vorangestellt. Die Verfassung von 1791 atmet „ausgeprägt den bürgerlichen Geist, der in der Aufklärungsbewegung zu politischem Selbstbewusstsein erwacht war“.
Der König wurde zu einem Organ der Verfassung, die seine Macht stark einschränkte. Er stand nun nicht mehr über dem Gesetz (Kap. II, Abschnitt 1, Art. 3) und musste einen Eid leisten, der Nation und dem Gesetze treu zu sein (Kap. II, Abschnitt 1, Art. 4). Sein Privatbesitz wurde zu Staatseigentum erklärt (Kap. II, Abschnitt 1, Art. 9).

„Kein Zweifel, die Regierungsfähigkeit des Königs war bereits durch Geist und Buchstaben der Verfassung stark beschnitten, in der politischen Wirklichkeit tendierte die Stellung des Königs zur Machtlosigkeit.“

## Exekutive
An der Spitze der Exekutive stand der König, der seine Minister ernennen und entlassen durfte (Kap. II, Abschnitt 4, Art. 1), welche die Aufsicht über die Beamten in den 83 Départements und den Gemeinden hatten. Die Minister untereinander hatten keine Verbindung, sie bildeten kein Kollektivorgan oder Kabinett. Die Beamten wurden durch Wahl der Aktivbürger in ihre Ämter eingeführt (Kap. IV, Abschnitt 2, Art. 2).
Der König hatte den alleinigen Oberbefehl über die Streitkräfte (Kap. IV, Art. 1). Das Recht zur Erklärung von Krieg und Frieden besaß nur die Nationalversammlung (Kap. III, Abschnitt 1, Art. 2). Neben den regulären Streitkräften wurde auch eine Nationalgarde eingeführt.

## Legislative
Für die Gesetzgebung ist die gesetzgebende Nationalversammlung verantwortlich, die alle zwei Jahre von Wahlmännern gewählt wurde. Die Wahlmänner (ca. 45.000) wiederum wurden von den Aktivbürgern (ca. 4,3 Mio.) gewählt. Die Nationalversammlung bestand aus 745 Mitgliedern. Wie viele Abgeordnete pro Département ins Parlament zogen, war von der Bevölkerungszahl und dem Steueraufkommen abhängig. Jedes der flächenmäßig ungefähr gleich großen Départements (mit Ausnahme Paris) wählte mindestens drei Abgeordnete (82 × 3=246 + ein Abgeordneter für Paris). Weitere 249 Abgeordnete wurden nach der Bevölkerungszahl und nochmals 249 nach dem Steueraufkommen verteilt (Kapitel I, Abschnitt 1, Art. 1–5).
Das Parlament konnte nicht vom König aufgelöst werden (Kap. I, Art. 5).
Obwohl zuvor diskutiert, entschied die Konstituante sich gegen eine zweite Kammer (Oberhaus) bzw. für ein Einkammersystem, sodass die Nationalversammlung allein für die Gesetzgebung zuständig war. Verabschiedete Gesetze wurden dem König zur Unterschrift vorgelegt. Zwar besaß er das Vorrecht die alljährlichen Sitzungsperioden zu eröffnen und dabei Beratungsgegenstände anzuregen, jedoch besaß er weder ein Initiativrecht noch ein inhaltliches Mitwirkungsrecht, so dass er zum „bloßen Funktionär der Nationalversammlung“ wurde. Der Monarch hatte jedoch ein suspensives Veto-Recht, d. h., er konnte ein Gesetz für zwei Legislaturperioden (à zwei Jahre) aufschieben (Kap. III, Abschnitt 3, Art. 1–2). In der Diskussion um die neue Verfassung stand auch ein absolutes Veto-Recht zur Debatte, doch schon das suspensive Veto erwies sich laut Elisabeth Fehrenbach „in einer Zeit politischer Wirren als ein verhängnisvoller Fehler.“
Die Nationalversammlung kontrollierte zudem die Minister und die Gerichtshöfe.
Verfassungsänderungen konnten nur in Angriff genommen werden, wenn das Parlament in zwei Legislaturperioden den entsprechenden Wunsch äußerte. In der dritten Legislaturperiode wurde dann dazu eine Revisionsversammlung gebildet, die aus der Nationalversammlung und aus weiteren 249, nur für diesen Zweck, gewählten Abgeordneten bestand.

„Die Machtfülle, mit der die Nationalversammlung nach dieser Verfassung ausgestattet worden war, war so beträchtlich, dass das Parlament nicht nur legislative, sondern auch schon exekutive Befugnisse besaß.“

## Judikative
Die Judikative teilten sich drei verschiedene Gerichtsinstitutionen: An erster Stelle das Hochgericht, das von der Nationalversammlung einberufen werden konnte und über die Vergehen von Staatsmännern urteilte. An zweiter Stelle das Berufungsgericht (Kap. V, Art. 19) und an dritter Stelle die Gerichtshöfe, deren Richter und Geschworenen alle zwei Jahre von den Aktivbürgern gewählt wurden (Kap. V, Art. 2).

Die französische Verfassung von 1791 (dass nur Männer mit 54 Livres Steueraufkommen und Grundbesitz gewählt werden können, ist nicht belegt und steht so nicht in der Verfassung)

## Wahlberechtigte
In Frankreich galt das sogenannte Zensuswahlrecht. Nur Männer über 25 Jahre, die ein bestimmtes Steueraufkommen hatten (mind. drei Tageslöhne, was rund 2 bis 3 Livres pro Jahr entspricht), hatten das Recht zu wählen (Kap. I, Abschnitt 2, Art. 2). Diese Männer nannte man Aktivbürger. Als Passivbürger galten die besitzlosen Männer, die entweder kein oder ein sehr geringes Steueraufkommen hatten und deshalb nicht das Recht hatten zu wählen. „An die Stelle des Standesprivilegs war der Besitz getreten.“
Ein indirektes Wahlsystem sorgte dafür, dass nur ein begrenzter Kreis der Aktivbürger die Abgeordneten der Nationalversammlung bestimmte: Die Aktivbürger wählten zunächst Wahlmänner, welche schließlich die Abgeordneten wählten. Gewählt werden konnten laut Verfassung alle Aktivbürger, gleich welchen Standes, Berufes oder welcher Steuerleistung. (Kap. I, Abschnitt 3, Art. 3). Ursprünglich war vorgesehen, dass die Wahl in die Nationalversammlung an ein Steueraufkommen von einer Silbermark (etwa 50 livres) geknüpft ist, was jedoch nach vielfältiger Kritik zurückgenommen wurde. Im Gegenzug wurden aber die Voraussetzungen für Wahlmänner  erhöht.
Ganz ohne politisches Mitspracherecht waren Nicht-Steuerzahler, Männer unter 25 Jahren und Frauen.
Die Entscheidung für dieses Zensuswahlrecht fiel in der Konstituante mit 453 zu 443 Stimmen sehr knapp aus und „bot Stoff für politische Agitation, vor allem auch für die Mobilisierung der Volksbewegung“.